# Toros Roslin

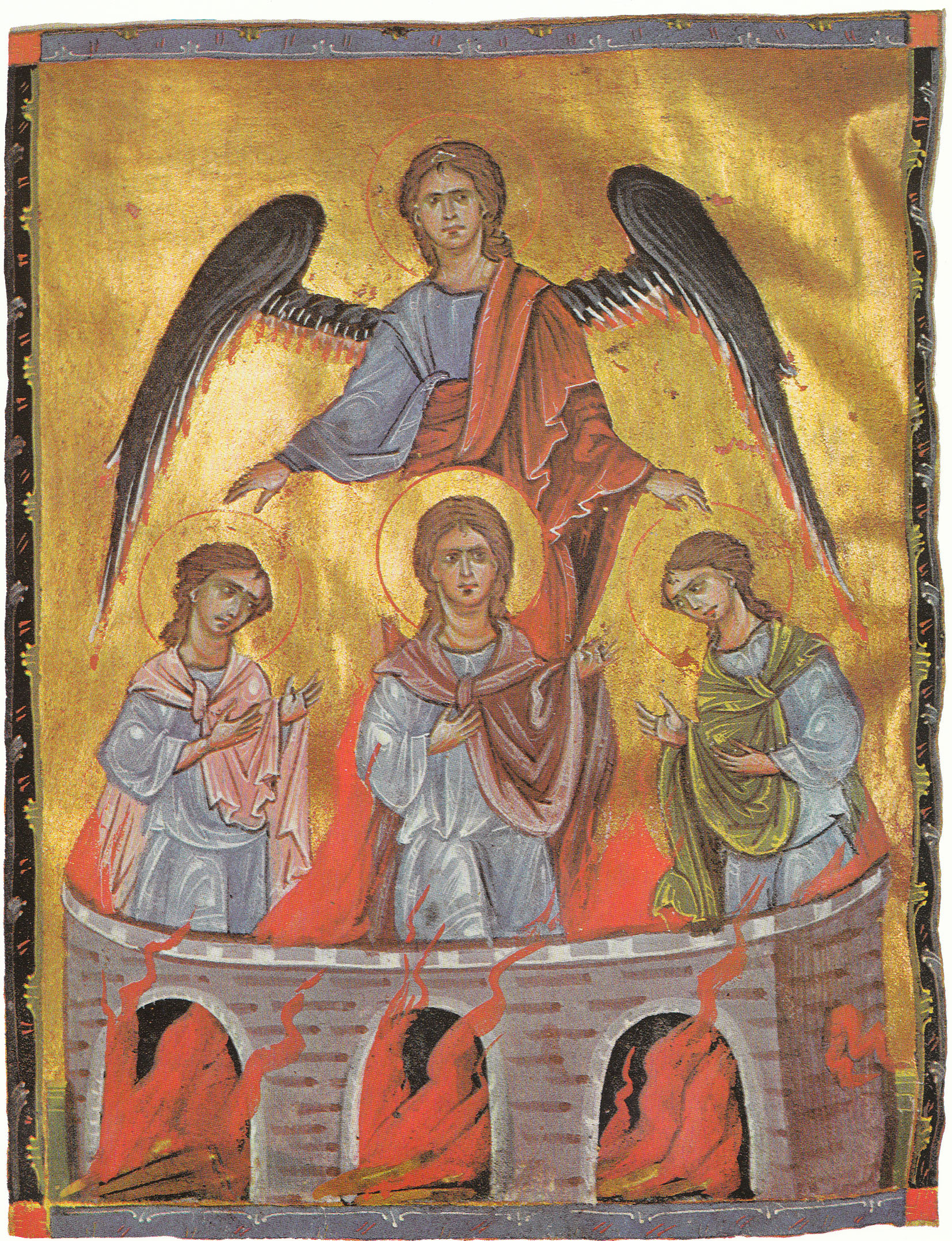
Fornalha Ardente Hananias, Misael e Azarias, Mastósio, 1266

Toros Roslin foi o mais importante iluminador armênio da Alta Idade Média. Roslin iniciou uma grande variedade de narrativas a partir de seu conhecimento da arte ocidental e, ao mesmo tempo, continuando a linha de seus predecessores. Roslin enriqueceu as iluminuras armênias com temas como Dúvida de São Tomé e a Travessia do Mar Vermelho. 
Pouco se sabe sobre a vida de Toros Roslin. Ele trabalhou em seu estúdio em Hromkla no Reino Arménio da Cilícia. Os cólofons das obras de Roslin mostram muito do ambiente em que viveu e trabalhou, descrevendo fatos e eventos da época. 
Apenas armênios de origem nobre detinham sobrenomes na Idade Média. Contudo, o nome Roslin não aparece entre a listagem de armênios nobres da época. Dessa forma, acredita-se que Roslin deve ter sido oriundo de um dos frequentes casamentos entre armênios e francos, comuns nas classes baixas da nobreza. As datas aproximadas de seu nascimento e morte são baseadas nos estudos de seus manuscritos. Acredita-se que tinha pelo menos 30 anos em 1260. Seu nome não aparece em nenhum documentos após  1286 e ele provavelmente morreu pela década de 1270s.
Sete manuscritos existentes, criados entre 1256 e 1268, preservam a assinatura de Roslin. Quatro deles estão localizados no Patriarcado Armênio de Jerusalém, na Catedral de São Jaime (Jerusalém). 

## Galeria

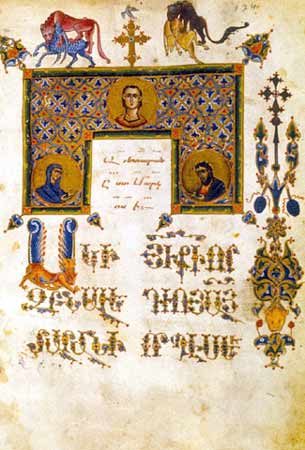
Começo do Evangelho de São Marcos, Evangelho de Zeitum de 1256
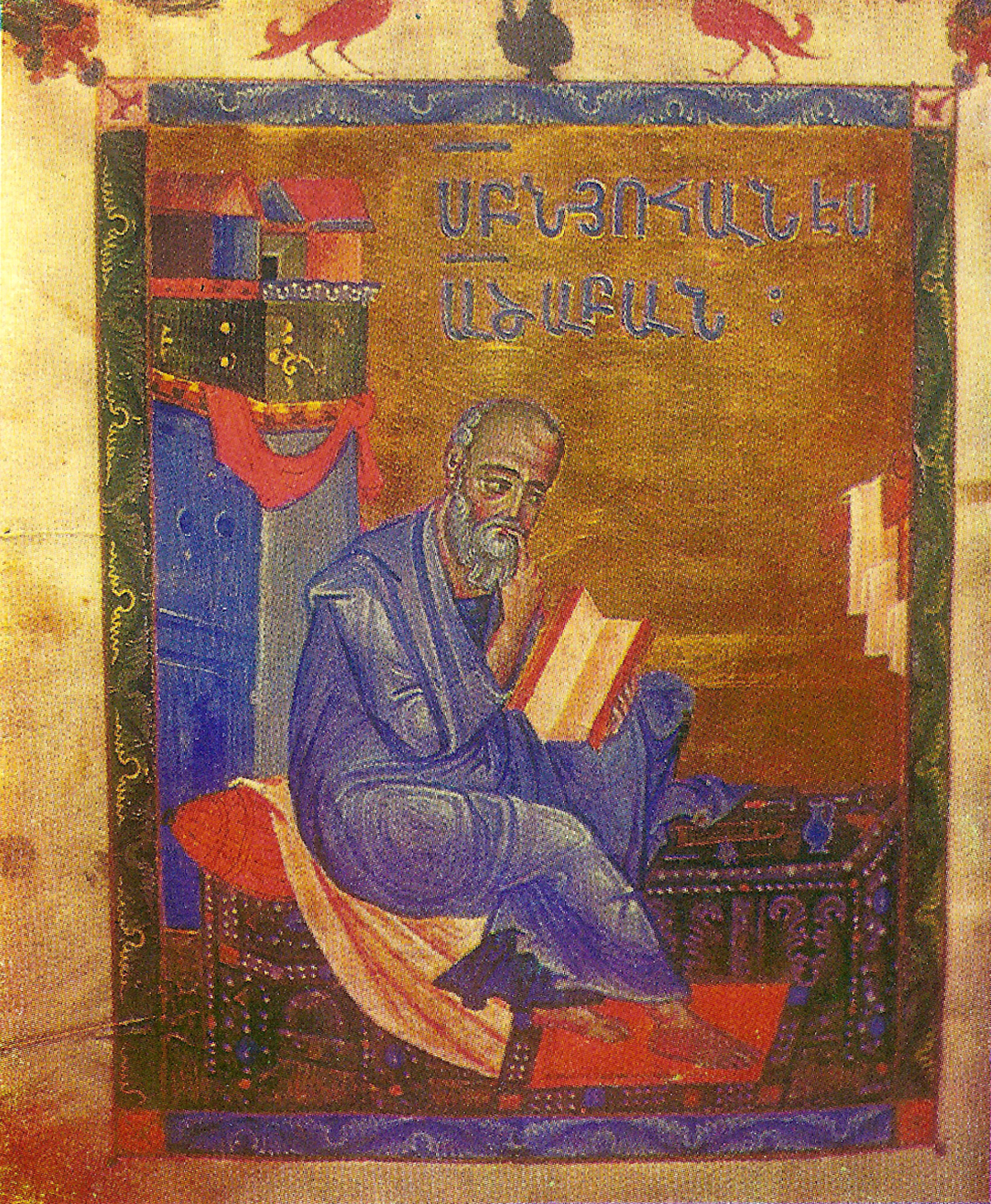
Apóstolo João, Evangelho de Malátia de 1268
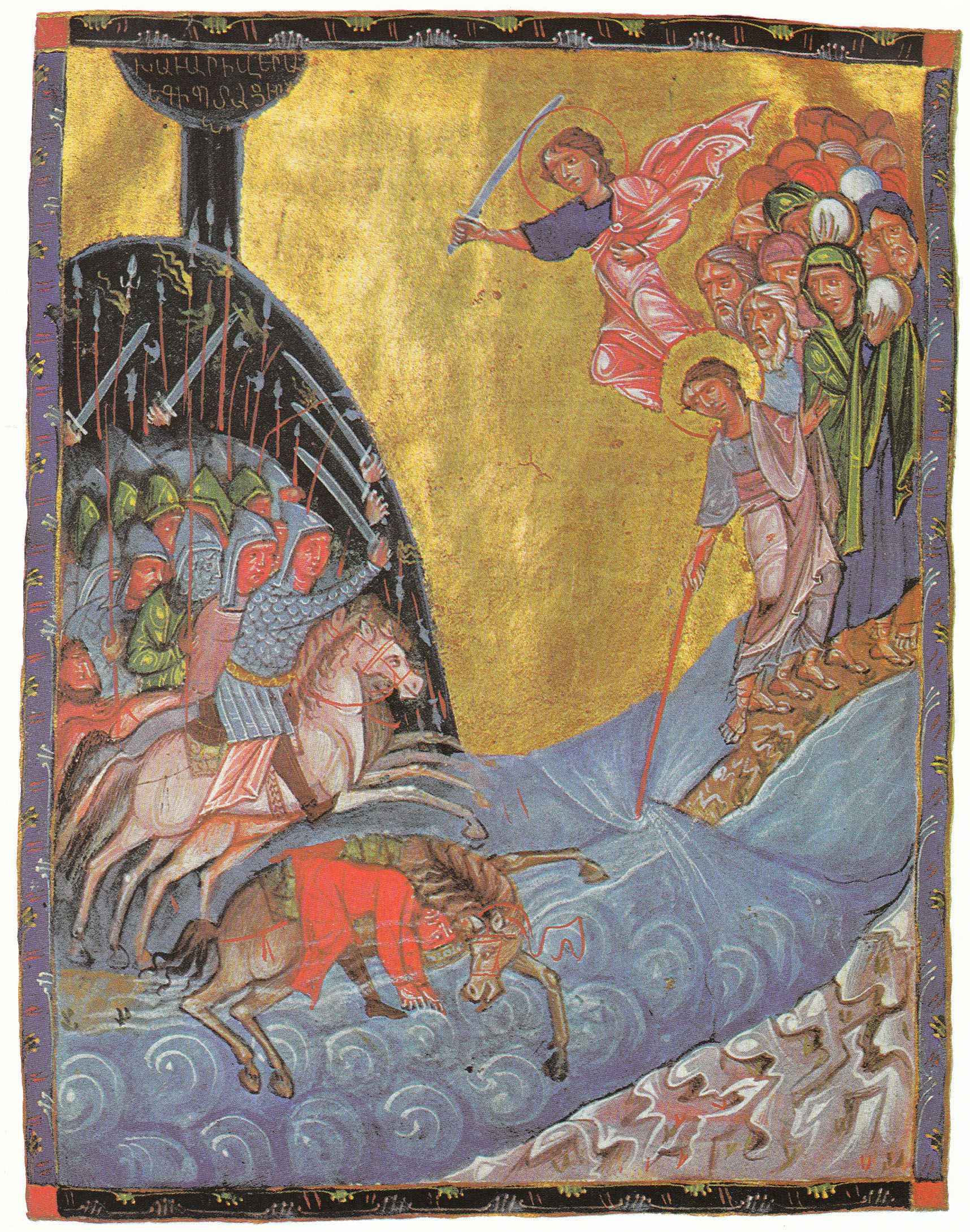
A Travessia do Mar Vermelho, Mastósio, 1266